# Phantasmagorical Tour
Phantasmagorical Tour (y también llamado como The Phantasmagorical Entertainment Tour) es la séptima gira del dúo británico Erasure representando a su álbum  Chorus y a su segundo EP Abba-esque -con canciones del grupo sueco ABBA-. La gira se realizó en 1992. Este espectáculo fue concebido más como una obra de teatro que como un recital convencional.

## Banda
- Andy Bell (cantante)
- Vince Clarke (tecladista)
- Annick Clarisse (Corista)
- Veronique Clarisse (Corista)

### Elenco y personal
- Bailarines: 
  - Rachel Jean-Pierre
  - Joanna Browler Handley
  - Heavon Grant
  - Tod Willard
  - Julia Kundi
  - Natalie Marie-Curry
  - Claire Frith
  - Sadie Fletcher
- Diseño de vestuario: Dean Bright
- Coreógrafo: Les Child

## Temas interpretados
1. «In the Hall of the Mountain King» (canción remasterizada del álbum  The Circus)
2. «Siren Song» (Clarke/Bell)
3. «Ship of Fools» (Clarke/Bell)
4. «Chorus» (Clarke/Bell)
5. «Breath of Life»(Clarke/Bell)
6. «Chains of Love» (Clarke/Bell)
7. «Love to Hate You» (Clarke/Bell)
8. «Joan» (Clarke/Bell)
9. «Voulez Vous» (Anderson/Ulvaeus)
10. «Dancing Queen» (Anderson/Anderson/Ulvaeus) (Cantado por Andy Bell)
11. «Take A Chance On Me» (Anderson/Ulvaeus)
12. «S.O.S.» (Anderson/Anderson/Ulvaeus)
13. «Lay All Your Love On Me» (Anderson/Ulvaeus)
14. «Am I Right?» (Clarke/Bell)
15. «Oh L'Amour» (Clarke/Bell)
16. «Waiting for the Day» (Clarke/Bell)
17. «Heart of Stone» (Clarke/Bell)
18. «Stop!» (Clarke/Bell)
19. «The Good, The Bad And The Ugly» (Ennio Morricone)
20. «Who Needs Love Like That» (Clarke)
21. «Stand by Your Man» (Sherrill/Wynette)
22. «The Soldier´s Return» (Clarke/Bell)
23. «Turns the Love to Anger» (Clarke/Bell)
24. «Star» (Clarke/Bell)
25. «Blue Savannah» (Clarke/Bell)
26. «Over The Rainbow» (Harburg/Arlen)
27. «Love Is a Loser» (Clarke/Bell)
28. «A Little Respect» (Clarke/Bell)
29. «Home» (Clarke/Bell)
30. «Perfect Stranger» (Clarke/Bell)
31. «Sometimes» (Clarke/Bell)

## Grabación
- La gira tuvo una grabación el 8 de junio de 1992, en el Manchester Apollo, Mánchester, Inglaterra, que fue editada como The Tank, the Swan & the Balloon, primero como VHS y posteriormente, reeditada como DVD.[1]

## Datos Adicionales
- En el material del DVD y VHS también incluía como introducción, la canción In the Hall of the Mountain King (que apareció remasterizado para el álbum  The Circus) pero luego lo excluyeron con la introducción con créditos iniciales.